# Agermanament (moviment religiós)
Agermanament fou un moviment religiós català format per laics, sacerdots diocesans, constituït el 1955 a Barcelona.
Aquest moviment religiós, que estava format per laics i sacerdots de la diòcesi de Barcelona i altres institucions, tenia com a objectiu promoure l'intercanvi, en un pla d'igualtat fraterna, d'idees i d'ajuda material entre els països de missió i les diòcesis catalanes. En un primer moment, la seva activitat es desenvolupà principalment a Xile, Camerun i Catalunya. El 1958 marxen tres joves capellans de la diòcesi de Barcelona a Xile i el 1961 s'inicia l'anada al Camerun. A través d'Agermanament es poden comptar al voltant cent vint-i-set persones, entre laics i capellans, enviats al Camerun, a Xile i a altres països sud-americans. Al servei de tot aquest moviment de cooperació el 1963 s'organitza i és reconegut a Barcelona el Secretariat de Cooperació Interdiocesà, quan ja hi havia nuclis consolidats a Xile i al Camerun. Entre els impulsors, cal esmentar Oriol Albó, Joan Casañas i Guri, Josep Ribera i Pinyol, Ignasi Pujadas i Joan San Martí. Agermanament fou reconegut pel bisbat de Barcelona i rebé el suport del Secretariat de Cooperació-Interdiocesana. A Catalunya, patrocinà estades d'estudi i treball de persones d'aquests països. Publicà la revista del mateix nom Agermanament entre els anys 1964 i 1973, que s'edità a Barcelona, amb 1.500 subscriptors.
A partir dels anys setanta, durant els darrers anys del franquisme, Agermanament es converteix en un lloc de trobada de moviments, grups i partits incipients, participant en l'organització d'actes de contingut reivindicatiu i contra la dictadura, emmarcats en la solidaritat per als drets de tots els pobles al seu alliberament. Col·labora en l'acció a favor dels xilens que expulsats o fugits a causa de la dictadura de Pinochet i amb els Comitès de solidaritat amb Argentina, Uruguai i Centreamèrica, amb el Front Polisari, Palestina i altres. Amb la finalitat de separar les tasques tècniques de les pastorals, entre les accions i plans de promoció sanitària, educativa i laboral, endegats per Agermanament, es troba la creació de la CODES (Cooperativa per al Desenvolupament), que tenia l'objectiu de potenciar, amb un tractament professional, la cooperació tècnica i econòmica als projectes de desenvolupament, especialment al Camerun. L'any 1973, però, Agermanament perd la seva presencia al Camerun i al 1974 deixa de funcionar la CODES. De la mateixa manera, a partir del 1970, va minvant el nombre de persones involucrades i la seva activitat a Xile, on el cop d'Estat de l'any 1973 accelera la tornada dels membres d'Agermanament. L'any 1978, ajuda al naixement de l'Associació catalana de solidaritat i ajuda als refugiats (ACSAR), que continua actualment la seva tasca, i també crea la secció catalana de la Lliga Internacional pels drets i l'alliberament dels pobles. També es pot dir que ha estat l'embrió del Centre d'Estudis i Documentació Internacionals a Barcelona (CIDOB), l'any 1973, dirigit per Josep Ribera i Pinyol, antic membre de l'entitat a Xile.